# Sandie Richards
Sandie Richards (Clarendon Park, 6 november 1968) is een Jamaicaanse sprintster. Ze is tweevoudig wereldindoorkampioene, meervoudig Jamaicaans kampioene en won op Olympische Spelen eenmaal een bronzen medaille op de 4 x 400 m estafette. In totaal nam ze deel aan vijf Olympische Spelen.

## Biografie
Haar eerste succes behaalde Richards in 1984 met het winnen van de 400 m op het Centraal-Amerikaanse en Caribische jeugdkampioenschap (onder 17 jaar) in San Juan. Op de WK junioren 1986 in Athene werd ze op deze afstand derde. Ze eindigde hiermee achter de Oost-Duitse Susann Sieger (goud) en de Russin Olga Pesnopevtseva (zilver). Het jaar erop werd ze voor de eerste maal Jamaicaans kampioene op de 400 m en won zij brons op de Universiade in het Joegoslavische Zagreb achter de Amerikaanse Denean Howard (goud) en de Russin Lyudmila Dzhigalova (zilver).
Op de Olympische Spelen van Seoel in 1988 maakte Sandie Richards haar Olympische debuut. Ze werd met haar teamgenotes Andrea Thomas, Cathy Rattray-Williams en Sharon Powell vijfde op de 4 x 400 m.
Op de Olympische Spelen van Barcelona herhaalde ze haar prestatie van vier jaar daarvoor op de 4 x 400 m estafette: opnieuw veroverde ze een vijfde plaats, ditmaal samen met Catherine Scott, Cathy Rattray-Williams en Juliet Campbell. Op de 400 m individueel haalde ze de finale eveneens; ze werd hierin in 50,19 zevende.
Op het WK 1997 in Athene veroverde ze een zilveren medaille op de 400 m in een persoonlijk record van 49,79 s en eindigde hiermee achter de Australische Cathy Freeman (goud) en voor de Amerikaanse Jearl Miles-Clark (brons). Een jaar later won ze op de 400 m goud op de Gemenebestspelen in 50,17.
Sandie Richards maakte deel uit van het winnende 4 x 400 m estafetteteam op het WK 2001 in Edmonton en behaalde voor Jamaica de eerste gouden medaille op een WK sinds 18 jaar. Op de openingsceremonie was ze de aanvoerster van het Jamaicaanse team en droeg de vlag. Ze deed in totaal met een recordaantal van negen keer mee aan WK indoortoernooien (vijfmaal 400 m en viermaal 4 x 400 m).
tijdens de Olympische Spelen van Athene in 2004.
Richards studeerde af in de sociologie op de Universiteit van Texas in Austin.

## Titels
- Wereldkampioene 400 m (indoor) - 1993, 2001
- Wereldkampioene 4 x 400 m estafette (indoor) - 1993
- Centraal-Amerikaans en Caribisch jeugdkampioene 400 m (onder 17 jaar) - 1984
- Jamaicaans kampioene 400 m - 1987, 1988, 1989, 1991, 1992, 1994, 1998
- Pan-Amerikaans jeugdkampioene 400 m - 1986

## Persoonlijke records
Outdoor
| Onderdeel | Prestatie | Datum            | Plaats    |
| --------- | --------- | ---------------- | --------- |
| 300 m     | 36,51 s   | 28 augustus 2000 | Gateshead |
| 400 m     | 49,79 s   | 4 augustus 1997  | Athene    |

Indoor
| Onderdeel | Prestatie | Datum         | Plaats  |
| --------- | --------- | ------------- | ------- |
| 400 m     | 50,93 s   | 14 maart 1993 | Toronto |

## Palmares

### 200 m
- 1986:  Carifta Games - 23,66 s

### 400 m
Kampioenschappen
- 1984:  Carifta Games (onder 17 jaar) - 54,81 s
- 1986:  Carifta Games - 52,18 s
- 1986:  WK junioren - 52,23 s
- 1987:  Universiade - 51,42 s
- 1992:  Grand Prix Finale - 50,51 s
- 1992: 7e OS - 50,19 s
- 1993:  WK indoor - 50,93 s
- 1993:  WK - 50,44 s
- 1994:  Gemenebestspelen - 50,69 s
- 1995:  WK indoor - 51,38 s
- 1995: 8e WK - 51,13 s
- 1996: 7e OS - 50,45 s
- 1997:  WK indoor - 51,17 s
- 1997:  WK - 49,79 s
- 1998:  Gemenebestspelen - 50,17 s
- 1998:  Wereldbeker - 50,33 s
- 1998:  Centraal-Amerikaanse en Caribische Spelen - 51,27 s
- 1998:  Goodwill Games - 50,98 s
- 1998:  Grand Prix Finale - 50,44 s
- 1999: 5e WK indoor - 51,75 s
- 2000: 4e Grand Prix Finale - 50,92 s
- 2001:  WK indoor - 51,04 s
- 2002:  Gemenebestspelen - 51,79 s
- 2002: 6e Gemenebestspelen - 52,28 s

Golden League-podiumplekken
- 1998:  Weltklasse Zürich – 50,03 s
- 1998:  Memorial Van Damme – 50,42 s
- 2001:  Herculis – 51,29 s

### 800 m
- 1985:  Carifta Games - 2.13,18

### 4 x 400 m estafette
- 1987: 6e WK - 3.27,51
- 1988: 5e OS - 3.23,13
- 1992: 5e OS - 3.25,68
- 1993:  WK indoor - 3.32,32
- 1993: 4e WK - 3.23,83
- 1996: 4e OS - 3.21,69
- 1997:  WK - 3.21,30
- 1999: 5e WK indoor - 3.30,16 (NR)
- 2000:  OS - 3.23,25
- 2001:  WK indoor - 3.30,79
- 2001:  WK - 3.20,65
- 2003:  WK indoor - 3.31,23
- 2003:  WK - 3.22,92
- 2004:  OS - 3.22,00

1983: Walther, Busch, Koch, Rübsam ·
1987: Neubauer, Emmelmann, Schersing, Busch ·
1991: Ledovskaja, Dzjigalova, Nazarova, Bryzgina ·
1993: Torrence, Malone-Wallace, Kaiser-Brown, Miles-Clark ·
1995: Graham, Stevens, Jones, Miles-Clark ·
1997: Feller, Rohländer, Rücker, Breuer ·
1999: Tsjebykina, Gontsjarenko, Kotljarova, Nazarova ·
2001: Richards, Scott, Parris, Fenton ·
2003: Barber, Washington, Richards, Miles-Clark ·
2005: Petsjonkina, Krasnomovets, Antjoech, Pospelova ·
2007: Trotter, Felix, Wineberg, Richards ·
2009: Dunn, Felix, Demus, Richards ·
2011: Richards-Ross, Felix, Beard, McCorory ·
2013: Goesjtsjina, Firova, Ryzjova, Krivosjapka ·
2015: Day, Jackson, McPherson, Williams-Mills ·
2017: Hayes, Felix, Wimbley, Francis ·
2019: Francis, McLaughlin, Muhammad, Jonathas ·
2022: Diggs, Steiner, Wilson, McLaughlin ·
2023: Saalberg, Klaver, Peeters, Bol